# 布洛克頓 (愛荷華州)
布洛克頓（英語：Blockton）是一個位於美國愛荷華州泰勒縣的城市。

## 地理
布洛克頓的座標為40°36′57″N 94°28′36″W / 40.61583°N 94.47667°W，而該地的平均海拔高度為342米（即1122英尺）。

## 人口
根據2010年美國人口普查的數據，布洛克頓的面積為1.68平方千米，當中陸地面積為1.68平方千米，而水域面積為0.00平方千米。當地共有人口192人，而人口密度為每平方千米114人。